# Eilema complana
Eilema complana är en fjärilsart som beskrevs av Carl von Linné 1758. Eilema complana ingår i släktet Eilema och familjen björnspinnare. Inga underarter finns listade i Catalogue of Life.

## Bildgalleri

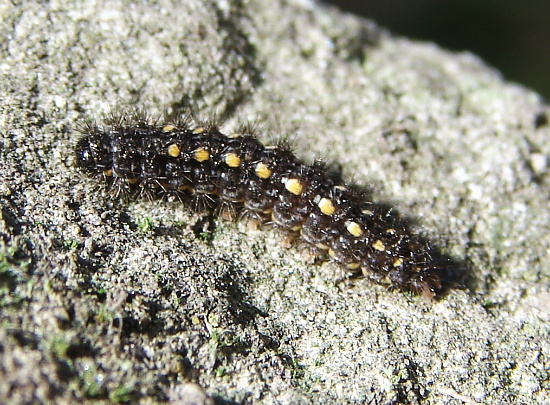